# مارينا كوشيتز
مارينا كوشيتز (بالإنجليزية: Marina Koshetz)‏ (موليد 6 أغسطس 1912، 9 ديسمبر 2000) كانت مغنية أوبرا أمريكية وممثلة. و ابنة المطربة البارزة نينا كوشيتز والممثل ألكساندر فون شوبرت. لقد استخدمت مارينا شوبرت كإسمها لأعمالها السينمائية المبكرة.

## روابط خارجية
- مارينا كوشيتز على موقع IMDb (الإنجليزية)
- مارينا كوشيتز على موقع قاعدة بيانات الفيلم (الإنجليزية)